# Topographie des Terrors

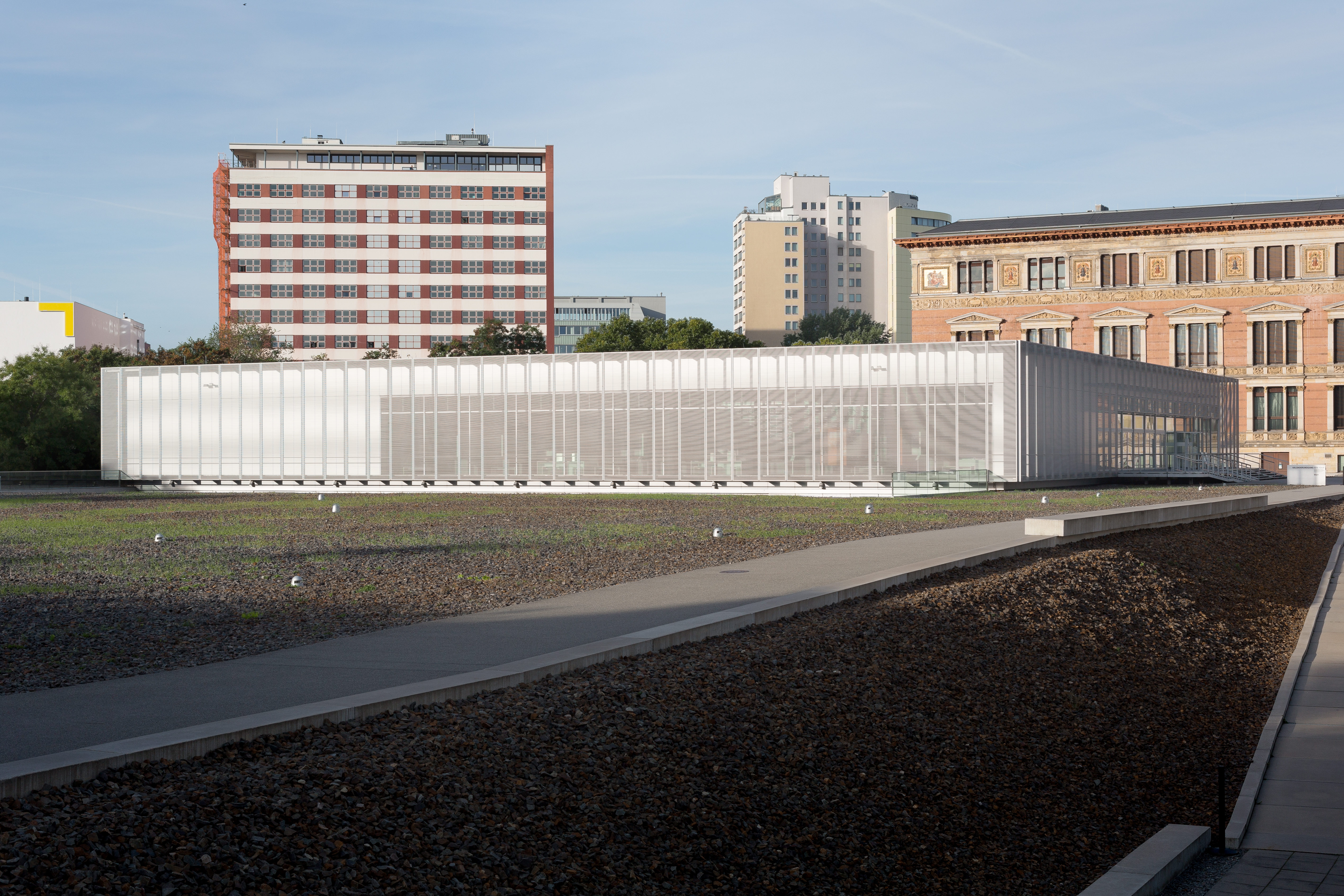
Dokumentationszentrum auf dem Gelände der Topographie des Terrors in Berlin-Kreuzberg. Gebäude im Hintergrund, von links: Europahaus, ein Hotelgebäude, Gropius-Bau.

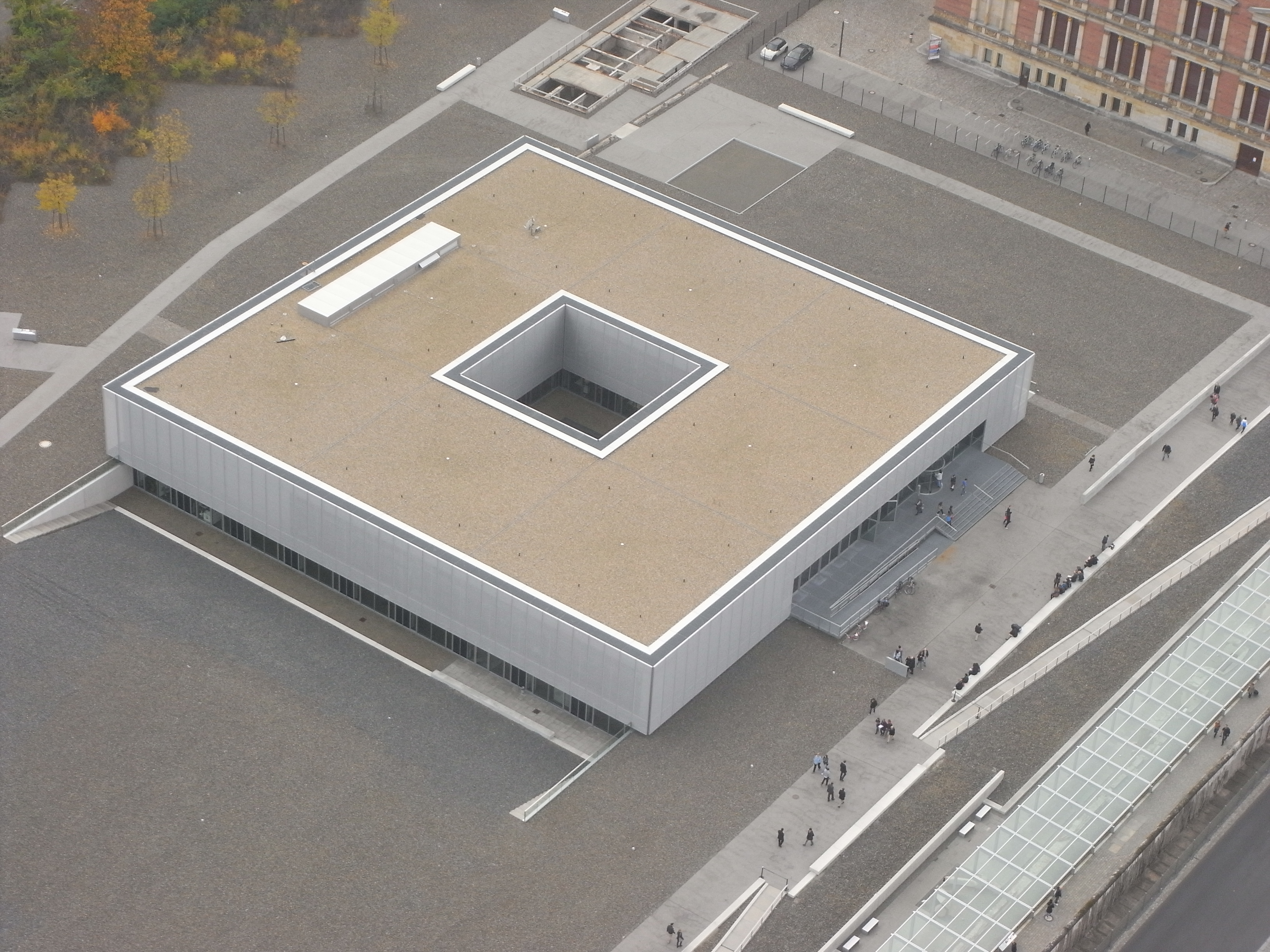
Das Dokumentationszentrum in der Niederkirchnerstraße 8 von oben

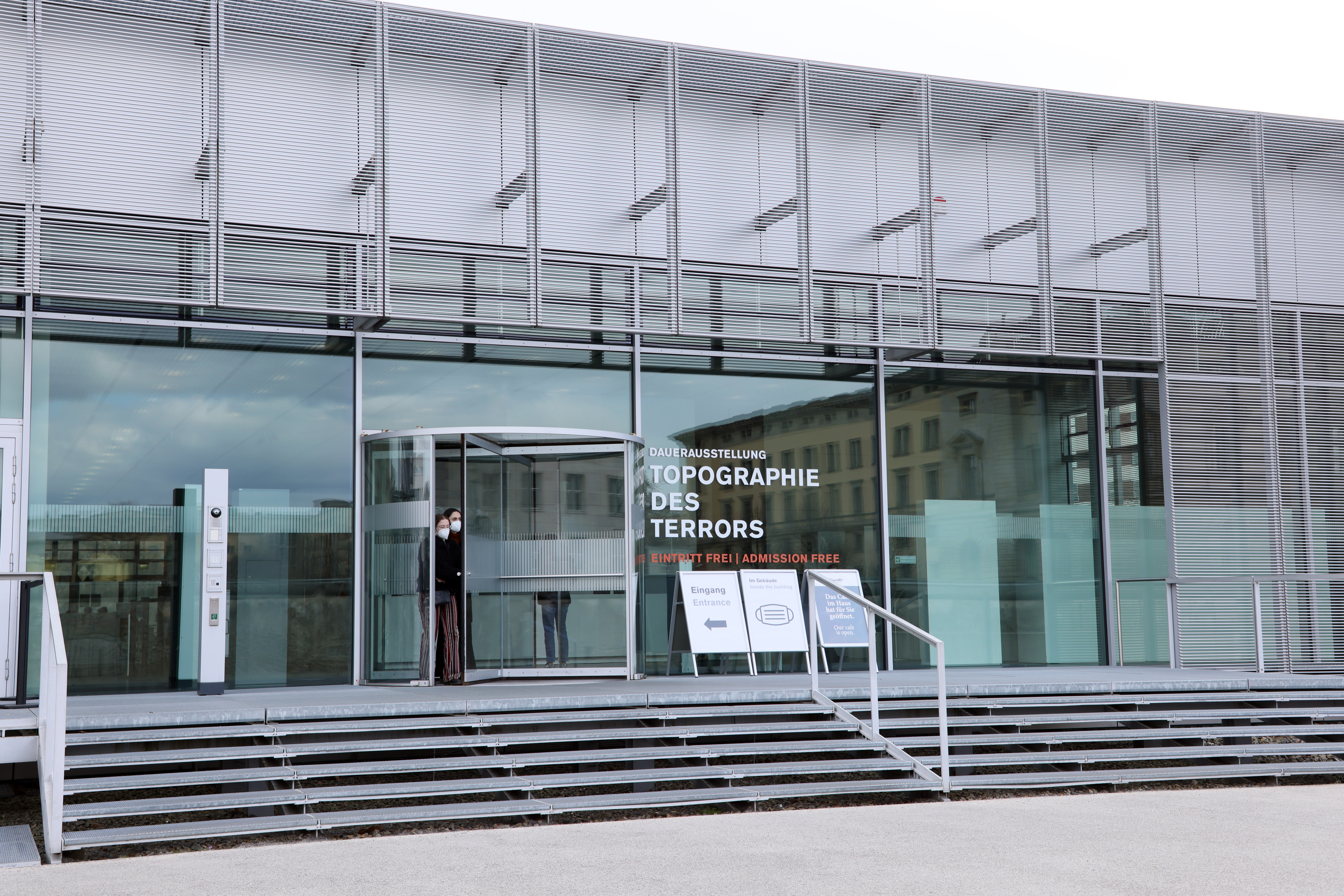
Dokumentationszentrum, Eingang

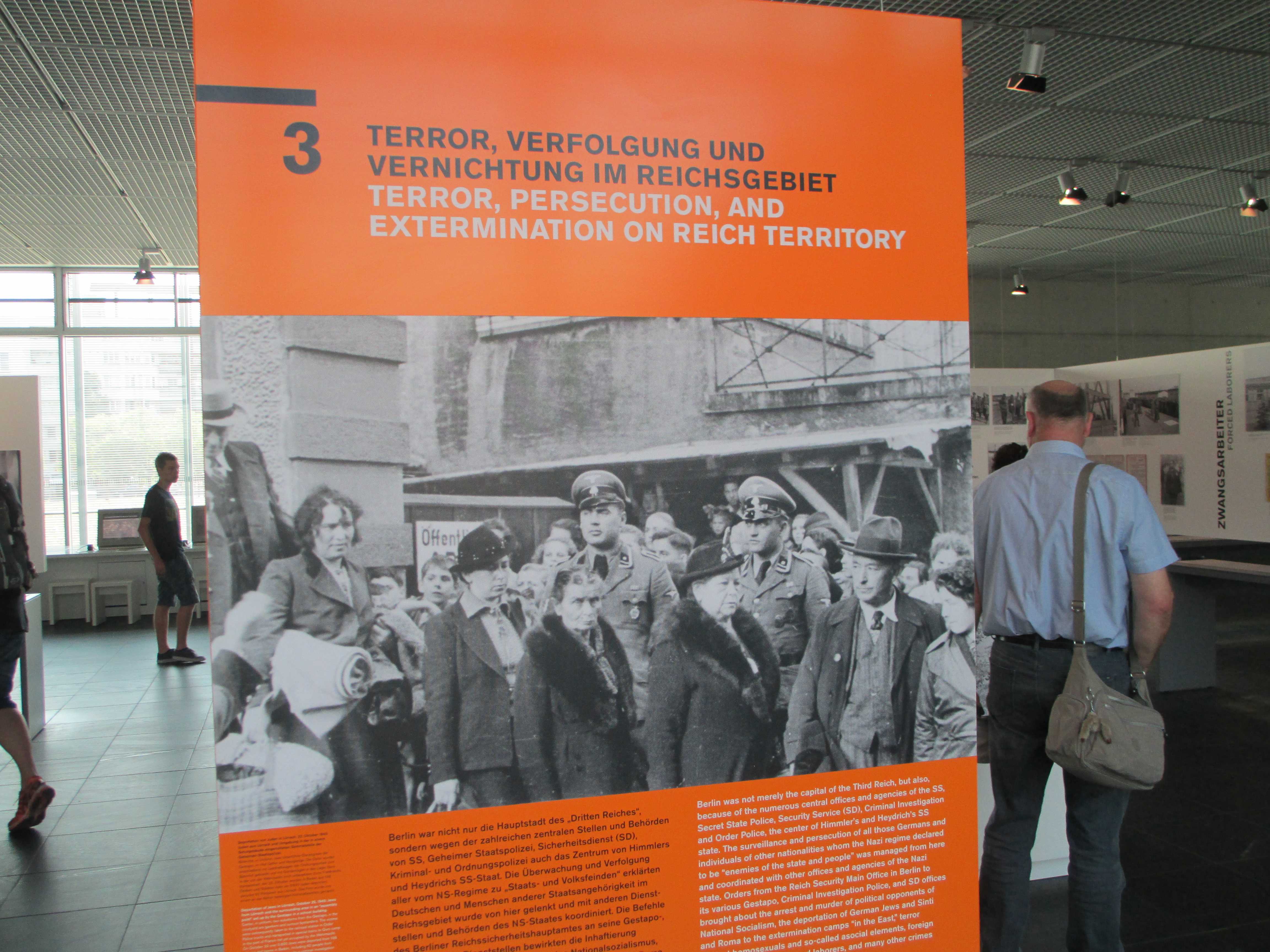
Kennzeichnung eines thematischen Bereichs der Dauerausstellung

Die Topographie des Terrors ist ein seit 1987 bestehendes Projekt in Berlin-Kreuzberg zur Dokumentation und Aufarbeitung des Terrors im nationalsozialistischen Deutschland. Dazu gehören eine Dauerausstellung und Sonderausstellungen im Dokumentationszentrum, das im Jahr 2010 eröffnet wurde, sowie eine schon zuvor eingerichtete Freiluftausstellung und ein Geländerundgang mit Erläuterungen zur Geschichte des historischen Orts.
Die Einrichtung wird von der 1992 gegründeten Stiftung Topographie des Terrors betreut, einer seit 1995 selbständigen Stiftung, die vom Land Berlin und der Bundesrepublik Deutschland gemeinsam getragen wird.
Die Topographie des Terrors zählt zu den Museen in Berlin. Nach dem Verständnis der Betreiber soll sie jedoch kein Museum und auch keine Gedenkstätte sein, sondern ein Ort der Information und der Auseinandersetzung mit den Verbrechen des NS-Staates.

## Lage

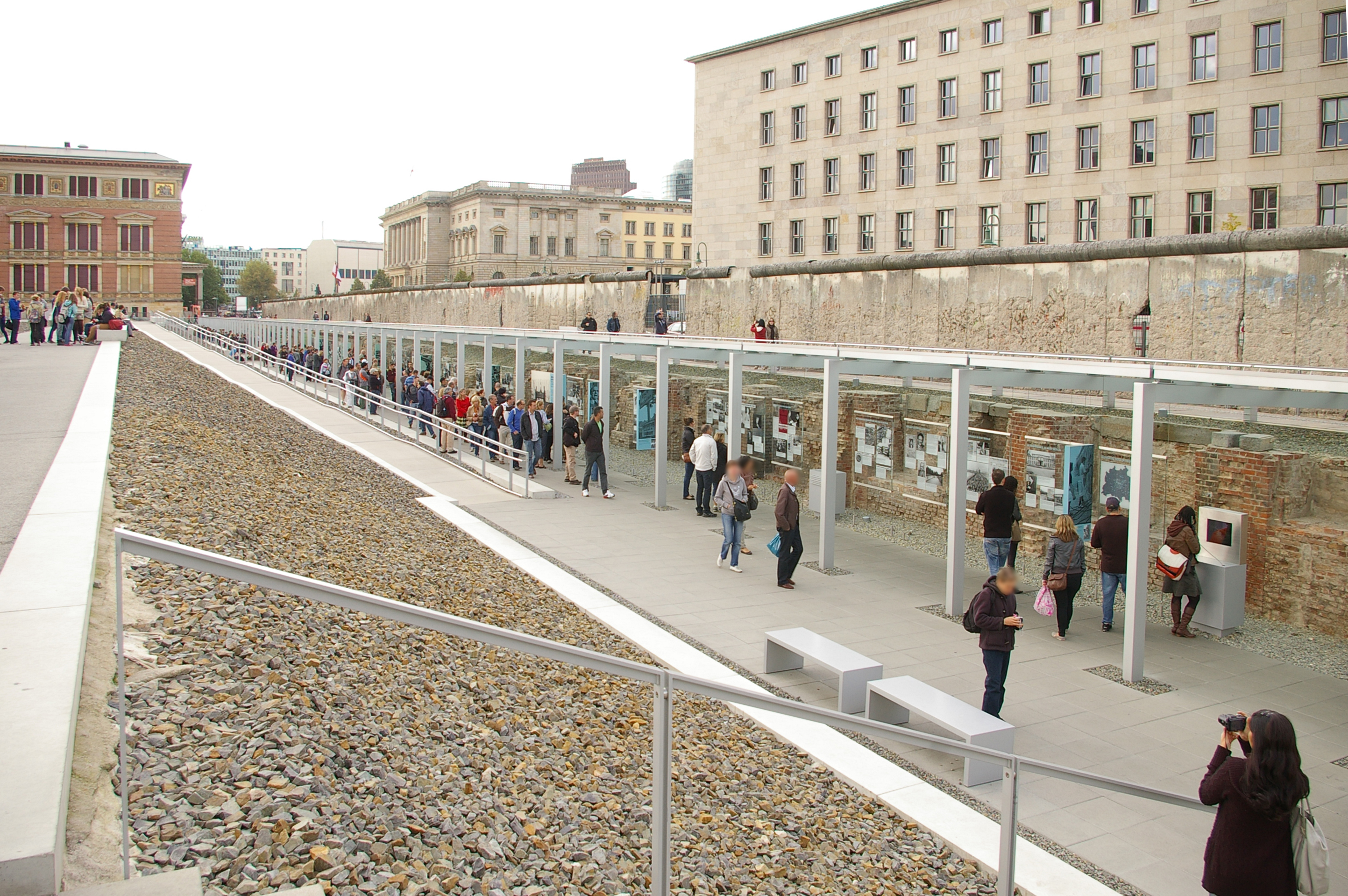
Der Ausstellungsgraben an der Niederkirchnerstraße mit Rest der Berliner Mauer (Blick nach Westen). Oben: Bundesfinanzministerium. Gebäude im Hintergrund: links der Gropius-Bau, rechts das Berliner Abgeordnetenhaus.

Das Gelände der Topographie des Terrors befindet sich im Berliner Ortsteil Kreuzberg in zentraler Lage zwischen Anhalter Bahnhof, Potsdamer Platz und der historischen Stadtmitte. Das Brandenburger Tor ist rund einen Kilometer Richtung Norden entfernt.
Das Gelände wird im Norden von der Niederkirchnerstraße und im Osten von der Wilhelmstraße begrenzt. Ein 200 Meter langer Rest der Berliner Mauer markiert die Grundstücksgrenze zwischen dem Gelände der Gedenkstätte und der Niederkirchnerstraße. Direkt unterhalb dieses Mauerstücks wird im sogenannten Ausstellungsgraben die Freiluftausstellung Berlin 1933–1945. Zwischen Propaganda und Terror präsentiert.
Der Gropius-Bau (Niederkirchnerstraße 7) ist das westliche Nachbargebäude des Dokumentationszentrums (Niederkirchnerstraße 8). Auf der anderen Straßenseite, gegenüber dem Gropius-Bau, steht das Abgeordnetenhaus von Berlin (Niederkirchnerstraße 5). Dessen Nachbargebäude, das Detlev-Rohwedder-Haus (Wilhelmstraße 97, Dienstsitz des Bundesfinanzministeriums), liegt gegenüber der großen Freifläche im Osten des Geländes.

## Name

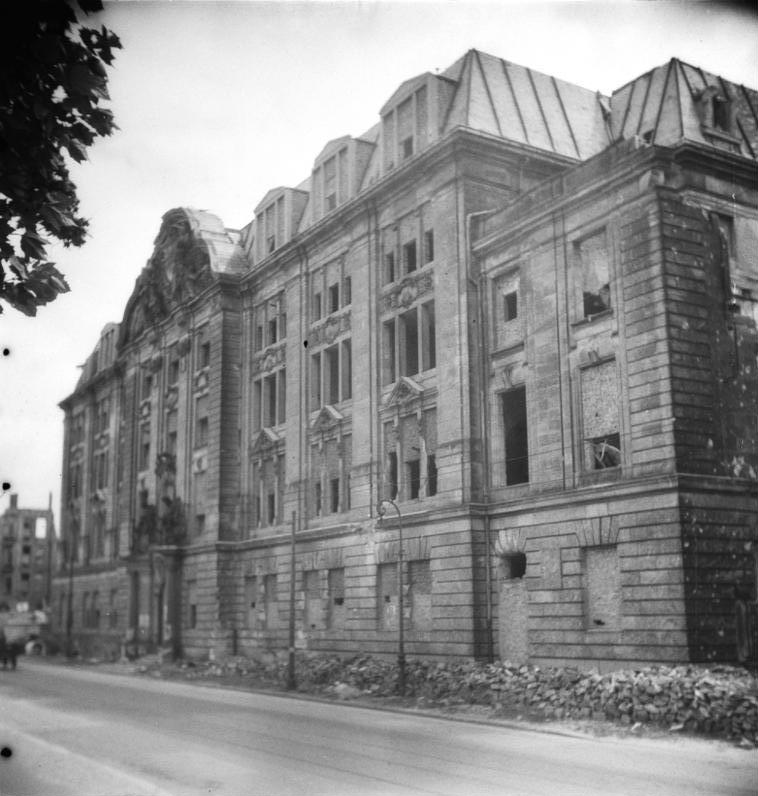
Das ehemalige Gestapo-Gebäude, Prinz-Albrecht-Straße 8, im Jahr 1949

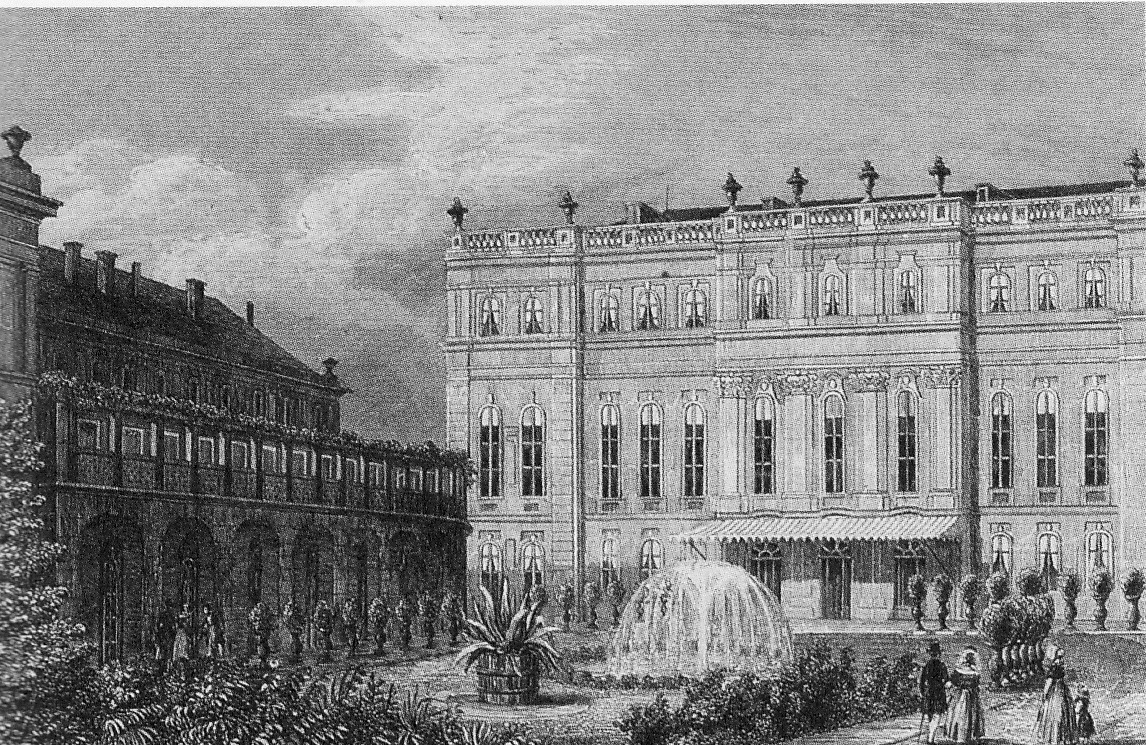
Prinz-Albrecht-Palais in der Wilhelmstraße, um 1837

Topographie (oder Topografie) bedeutet wörtlich „Ortsbeschreibung“; der Begriff wird insbesondere in der Kartografie verwendet. Der Name Topographie des Terrors bezieht sich darauf, dass in der Zeit des Nationalsozialismus die wichtigsten Institutionen des Verfolgungs- und Terrorapparats des NS-Staates sich an diesem Ort befanden:
- In der damaligen Prinz-Albrecht-Straße 8 (heute: Niederkirchnerstraße 8, Adresse der Topographie des Terrors) befand sich die Zentrale der Geheimen Staatspolizei (Gestapo) in einer ehemaligen Kunstgewerbeschule.
- Das vormalige Hotel Prinz Albrecht, das östliche Nachbargebäude in der Prinz-Albrecht-Straße 9, war ab 1934 der Sitz des Reichsführers SS Heinrich Himmler.
- Das Prinz-Albrecht-Palais in der Wilhelmstraße 102, das südliche Nachbargebäude des Hotels Prinz Albrecht, wurde 1934 zur Zentrale des Sicherheitsdienstes (SD) der SS und ab 1939 auch des Reichssicherheitshauptamtes (RSHA).

Für das Gelände wurde 1983 von IBA-Leiter Josef Paul Kleihues und der Berliner CDU die Bezeichnung „Prinz-Albrecht-Gelände“ verwendet. Seit 1987 hat sich die heutige Bezeichnung durchgesetzt.
Topographie des Terrors ist zugleich der Name der Dauerausstellung im Dokumentationszentrum (vollständiger Titel: Topographie des Terrors. Gestapo, SS und Reichssicherheitshauptamt in der Wilhelm- und Prinz-Albrecht-Straße).

## Geschichte

### Nachkriegszeit
Nach dem Abriss der schwer beschädigten Gebäude in den 1950er Jahren wurde das Gelände unter anderem anderthalb Jahrzehnte als Auto-Fahrübungsgelände (Betreiber: „Straps-Harry“) und als Schutthalde der Kreuzberger Flächensanierung genutzt.
Die Pläne, auf dem Gelände des ehemaligen Sitzes der Gestapo eine Gedenkstätte zu errichten, reichen zurück bis ins Jahr 1978. Der Berliner Architekturkritiker Dieter Hoffmann-Axthelm wies in diesem Jahr in Aufsätzen und Gutachten als einer der Ersten auf die Bedeutung des ehemaligen Geländes der Gestapo-, SD- und RSHA-Zentralen hin.

### Erste Ausstellung
Die erste Ausstellung zur Topographie des Terrors entstand zur 750-Jahr-Feier Berlins im Jahr 1987 und wurde anschließend fortgeführt. Die Vorarbeiten zur Ausrichtung der Ausstellung mündeten in die Forderung, ein Dokumentationszentrum zu schaffen, das den Terror der Nationalsozialisten in Deutschland weiter erforschen und dokumentieren sollte.
In der Folge wurde 1992 die Stiftung Topographie des Terrors gegründet. Von 1994 bis 2019 wurde die Stiftung von dem Historiker und Rabbiner Andreas Nachama geleitet, der schon die Ausstellung im Jahr 1987 betreut hatte. Das wichtigste Projekt der Stiftung war zu Beginn der Bau des Dokumentationszentrums mit angegliederter Dauerausstellung im Freien.

### Zumthor-Entwurf
Die Ausschreibung im Jahr 1993 für den Museumskomplex an der Niederkirchnerstraße gewann der Schweizer Architekt Peter Zumthor. Der Wunsch der Ausschreibung nach einfacher Form, die nur den Platz umhüllt, der für sich sprechen solle, wurde von ihm dadurch gelöst, die Formensprache der Baracke der provisorischen Ausstellung zu übernehmen. Das Konzept erinnerte mit seinem Betonbalken-Tragwerk an eine skelettierte Baracke, die jedoch durch die verglasten Lücken viel Licht einließe, wobei regelmäßige Schatten sich durch den Raum zögen.
Bei der Umsetzung wurde das architektonische Kunstwerk deutlich teurer als erwartet. Schon das ungewöhnliche Tragwerk bewirkte technische Mehrkosten. Die beauftragte Baufirma für das Tragwerk wurde insolvent, und es fand sich keine andere Firma, die es für einen gedeckelten Preis realisieren mochte. Die Stadt Berlin konnte keine Mehrkosten tragen, auch nicht für eine reduzierte Version „Zumthor II“ mit drei bis fünf Millionen Euro mehr, und die volle Übernahme der Kostenträgerschaft durch den Bund wurde von diesem jahrelang hinausgezögert.
Nach 15 Jahren trat im März 2004 der Historiker Reinhard Rürup als Wissenschaftlicher Direktor der Stiftung Topographie des Terrors aus Protest zurück. Unmittelbarer Anlass war, dass „die vom Bund vor einigen Jahren bewilligten Mittel für die Vorbereitung der Ersteinrichtung des Neubaus nicht mehr ausgezahlt werden.“ Er warf zudem den zuständigen Vertretern in den Behörden von Land und Bund ein „auffälliges Desinteresse“ und eine „bestenfalls lauwarme Unterstützung“ vor.
Das Land Berlin trennte sich schließlich im Streit von Zumthor. Er erhielt allerdings aufgrund vertraglicher Vereinbarungen eine Abfindung. Die drei bereits für 13,8 Millionen Euro errichteten Treppentürme des Museumsbaus auf dem ehemaligen Gestapo-Gelände blieben ein Torso. Nach einer abgewiesenen Verfassungsbeschwerde von Zumthor und trotz Protesten von Architekten wurden diese im Winter 2004 abgerissen.

### Neuer Architektenwettbewerb 2005

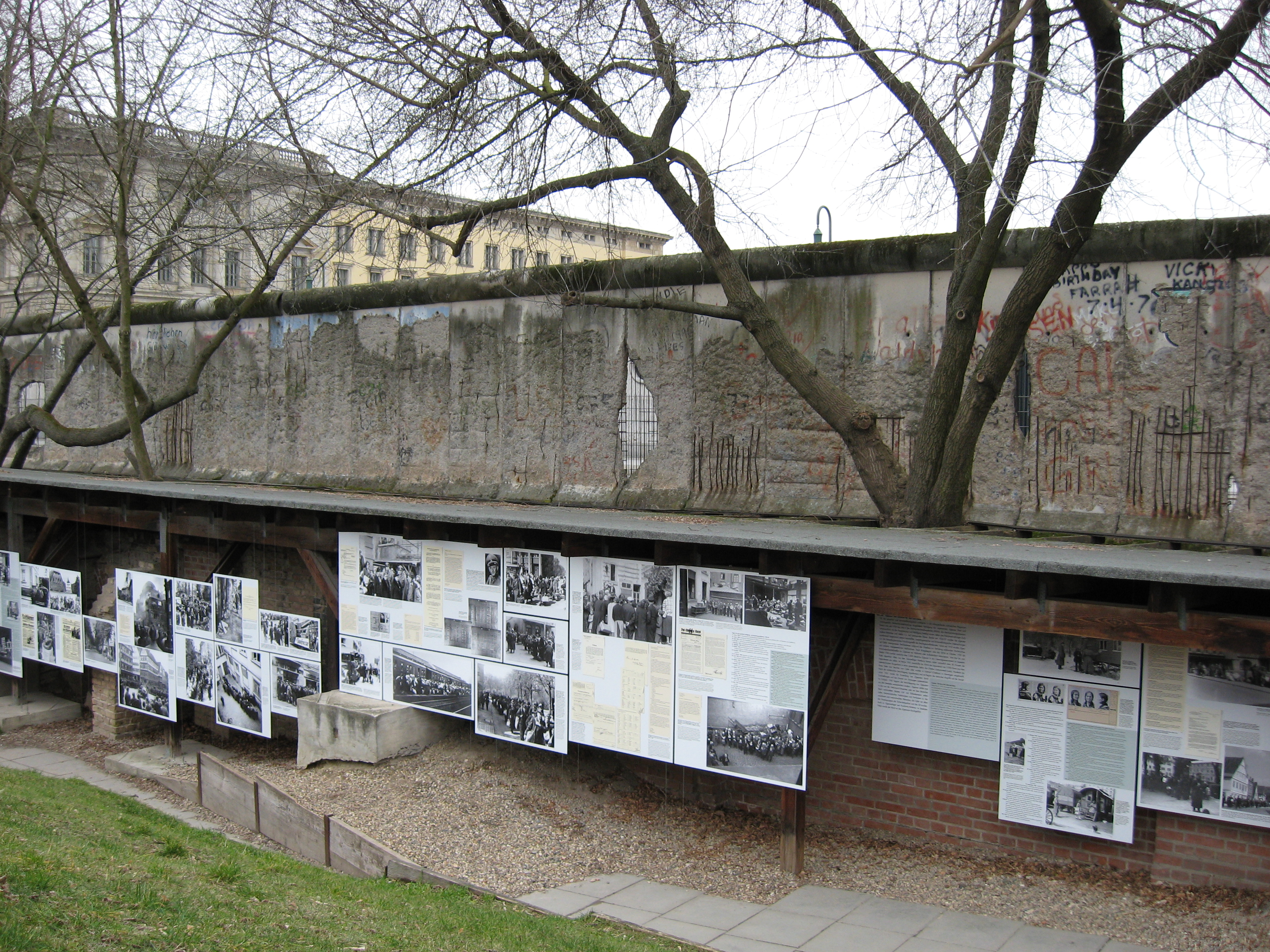
Die Freiluft-Ausstellung unterhalb der Berliner Mauer, 2008

Im Juni 2005 wurde ein neuer Architektenwettbewerb ausgelobt. Von 309 eingesandten und 23 ausgewählten Entwürfen gewannen im Januar 2006 schließlich die Architektin Ursula Wilms aus dem Berliner Büro Heinle, Wischer und Partner und der Landschaftsarchitekt Heinz W. Hallmann. Der Entwurf sah ein zweigeschossiges, quaderförmiges, verglastes Gebäude vor, das mit einer Nutzfläche von 3500 m² über ein Erd- und ein Untergeschoss verfügen soll. Für den Bau standen 15 Millionen Euro zur Verfügung. Weitere fünf bis neun Millionen Euro wurden sowohl für die Innenausstattung als auch für die Sanierung des Außengeländes verwendet und je zur Hälfte vom Bund und vom Land Berlin getragen. Die Architektin veranschlagte maximal 20 Millionen Euro und eine Bauzeit von zwei Jahren.
Während einerseits das Ende der bereits seit zwölf Jahren andauernden Vertagung der Bebauungsplanung begrüßt wurde, bedauerte man andererseits die „vertane Chance“ zu einem Gesamtkunstwerk.

### Bau und Eröffnung
Am 2. November 2007 wurde mit dem Neubau des Dokumentationszentrums begonnen, die Fertigstellung wurde für den 65. Jahrestag des Kriegsendes am 8. Mai 2010 geplant.
Das Dokumentationszentrum wurde am 6. Mai 2010 vom damaligen Bundespräsidenten Horst Köhler mit einem Festakt am Abend offiziell eröffnet. Am nächsten Tag konnten die Besucher die Dauerausstellung im Dokumentationszentrum besichtigen. Das Gesamtgelände war wieder zugänglich und wurde mit dem „Geländerundgang“ Bestandteil der Dauerausstellungen.
Am 25. August 2010 wurde schließlich die dritte Dauerausstellung Berlin 1933–1945. Zwischen Propaganda und Terror eröffnet, die im Ausstellungsgraben an der Niederkirchnerstraße gezeigt wird.

## Gelände und Gebäude

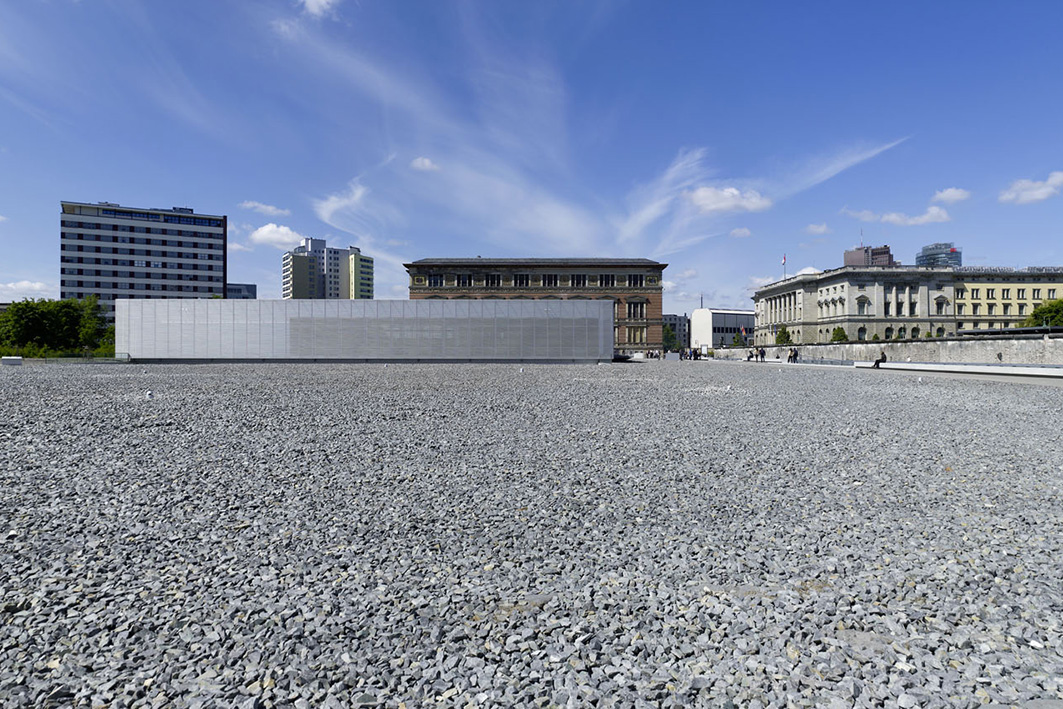
Mit Schotter bedeckte Freifläche rings um das Dokumentationszentrum (Blick nach Westen).

Die Freiluftausstellung im Graben entlang der erhaltenen Kellermauern wurde beibehalten und mit Glas überdacht. Im südlichen Geländeabschnitt steht ein Hain aus Robinien, ein Überrest von „Harrys Autodrom“ aus den 1970er Jahren. Der Rest der Freifläche ist mit Eisenbahnschotter bedeckt.
Der Dauerausstellungsraum des Dokumentationszentrums umfasst 800 m² und erläutert die Entwicklung und Funktionsweise der Sicherheitsapparate im NS-Regime. Ein Konferenz- oder Veranstaltungsraum im hinteren Bereich bietet Platz für 199 Teilnehmer. Um den Flachbau herum ist eine metallene Lamellenfassade angebracht, die den Blick auf die Umgebung frei lässt. Im Untergeschoss befinden sich Seminarräume, eine Bibliothek mit 25.000 Bänden, Platz für etwa zwei Schulklassen und Büros für 17 Mitarbeiter der Stiftung.

## Ausstellungen

### Dauerausstellungen

#### Topographie des Terrors. Gestapo, SS und Reichssicherheitshauptamt in der Wilhelm- und Prinz-Albrecht-Straße

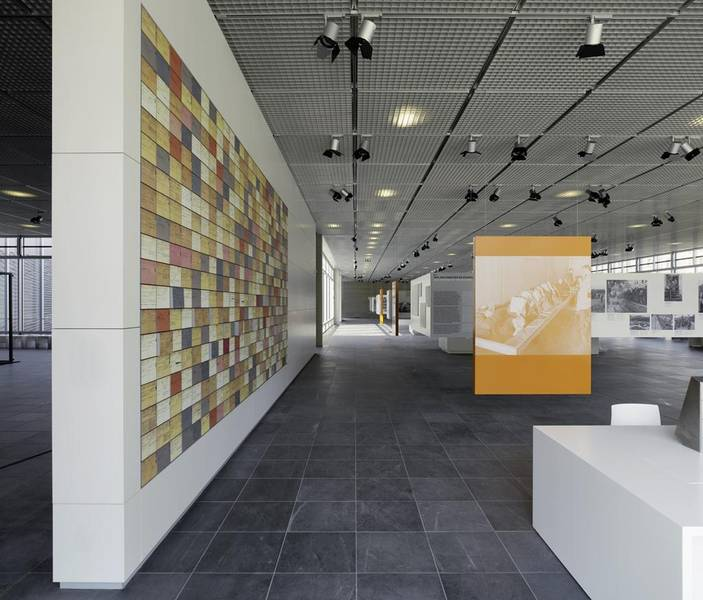
Ausstellungshalle im Dokumentationszentrum, 2010

Im Dokumentationszentrum wird die Dauerausstellung Topographie des Terrors. Gestapo, SS und Reichssicherheitshauptamt in der Wilhelm- und Prinz-Albrecht-Straße auf einer Fläche von 800 m² präsentiert. Im Mittelpunkt der deutsch- und englischsprachigen Ausstellung stehen die zentralen Institutionen von SS und Polizei im „Dritten Reich“ sowie die von ihnen europaweit verübten Verbrechen. Neben der Darstellung des Terrorsystems nimmt die Berücksichtigung zahlreicher Opfergruppen des NS-Regimes einen wichtigen Stellenwert ein.

#### Berlin 1933–1945. Zwischen Propaganda und Terror

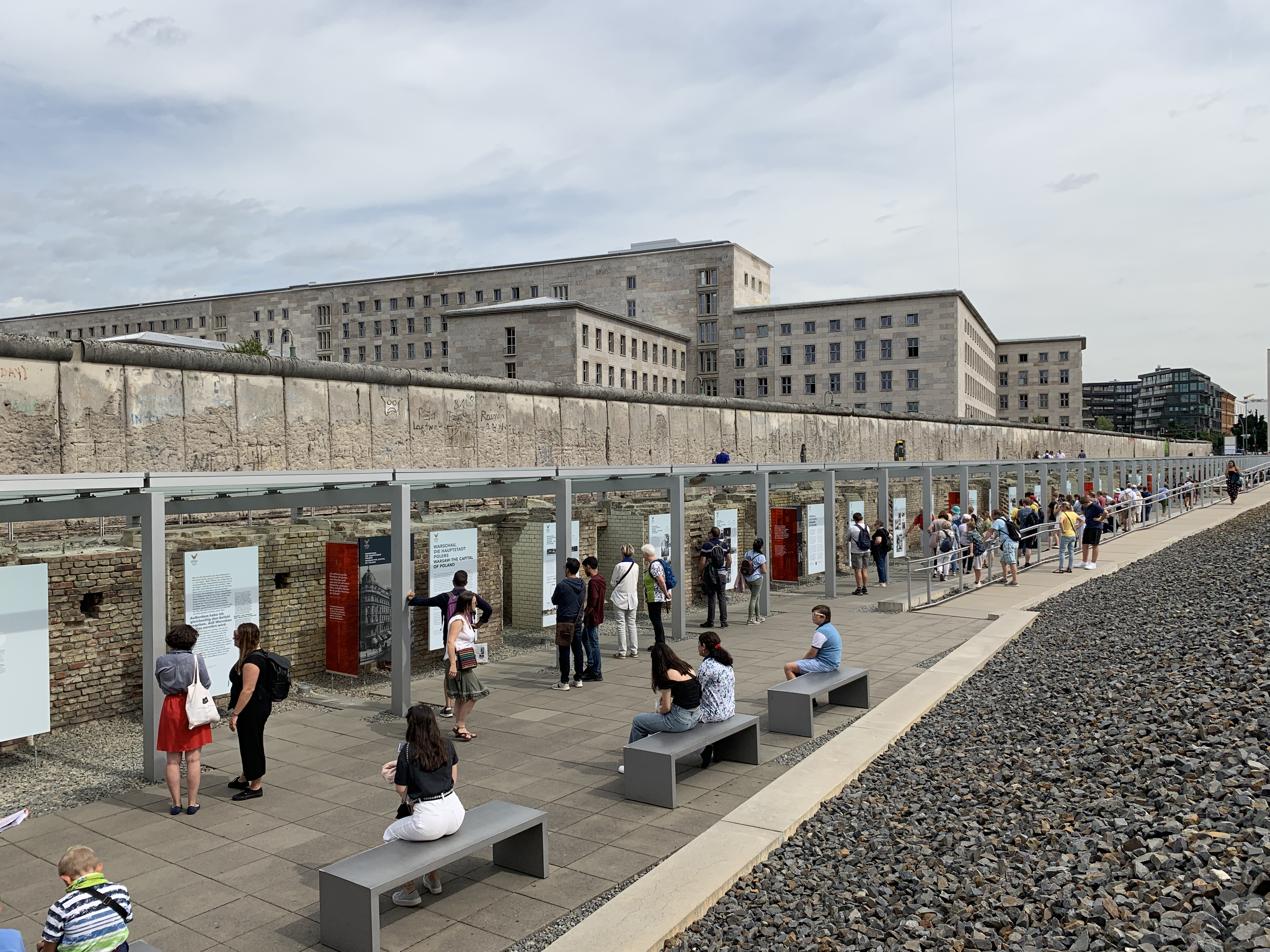
Ausstellung im Ausstellungsgraben entlang der Berliner Mauer, im Hintergrund: Bundesfinanzministerium

Der Ausstellungsgraben entlang der freigelegten Kellermauerreste und entlang des Baudenkmals Berliner Mauer an der Niederkirchnerstraße wird für Präsentationen im Freien genutzt. Hier wird eine deutsch- und englischsprachige Dauerausstellung Berlin 1933–1945. Zwischen Propaganda und Terror gezeigt, die die historische Rolle Berlins als Hauptstadt des „Dritten Reichs“ thematisiert.

#### Der historische Ort „Topographie des Terrors“. Ein Geländerundgang in 15 Stationen

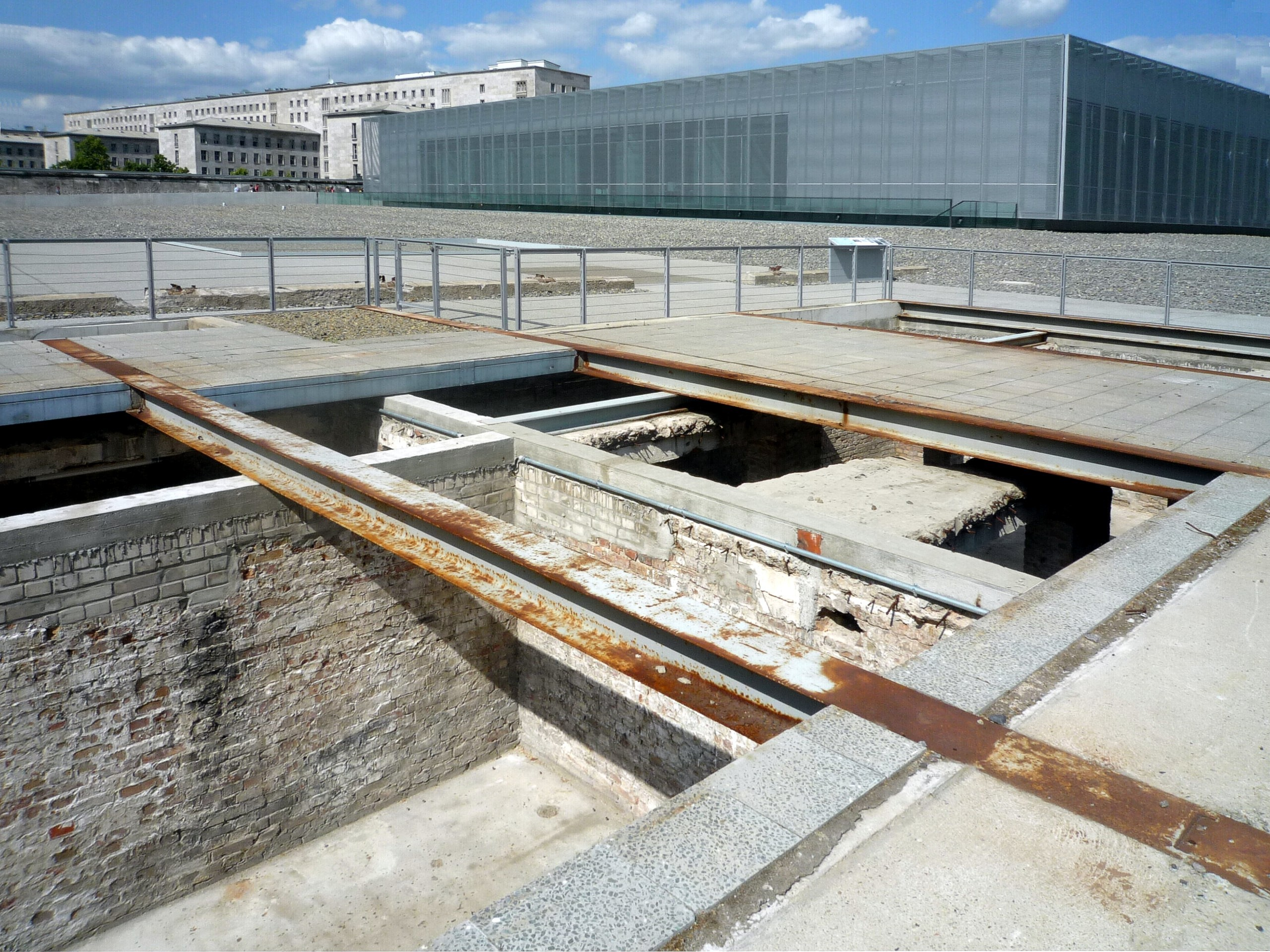
Freigelegte Gebäudereste im Außenbereich, 2010

Der überwiegend an den freigelegten Gebäuderesten orientierte Rundgang über das Gelände umfasst 15 Stationen. Informationselemente sowie eine Audioführung geben einen Überblick über die Geschichte des historischen Orts „Topographie des Terrors“, die Nutzung des Geländes in der NS-Zeit und der Nachkriegszeit sowie Basisinformationen über die während des „Dritten Reichs“ hier angesiedelten Institutionen des NS-Terrors.
Integriert in den Geländerundgang sind auch die unter Denkmalschutz stehenden Reste der Berliner Mauer sowie der direkt an der Mauer gelegene, bisher nicht zugängliche und in Teilen noch erhaltene historische Gehweg der ehemaligen Prinz-Albrecht-Straße.

### Sonderausstellungen (Auswahl)

#### Fritz Bauer. Der Staatsanwalt. NS-Verbrechen vor Gericht(2021)
Ausstellung vom Mai bis Oktober 2021 über Fritz Bauer, der als jüdischer Remigrant maßgeblich die juristische Aufarbeitung der Verbrechen des Nationalsozialismus betrieb. Eine Ausstellung des Fritz Bauer Instituts in Zusammenarbeit mit dem Jüdischen Museum Frankfurt/M.

#### „Kristallnacht“. Antijüdischer Terror 1938. Ereignisse und Erinnerung(2018/2019)
Die Ausstellung behandelt den Novemberterror 1938 und dessen Vorgeschichte. Dabei werden die Stationen von der Diskriminierung der deutschen Juden seit 1933 bis hin zum Holocaust dargelegt. Im Mittelpunkt stehen Fotodokumente des antijüdischen Terrors im November 1938 aus sechs ausgewählten Orten (Berlin, Bremen, Brühl, Glatz an der Neiße, Guntersblum, Hof an der Saale). Im Anschluss wird die Erinnerungspolitik an den Novemberterror nach 1945 thematisiert.
Der Titel der Ausstellung greift den Ausdruck „Kristallnacht“ auf, der für das Niederbrennen von Synagogen, die Plünderung und die Zerstörung von jüdischen Geschäften und Wohnungen, die Haft und die Ermordung tausender Juden am 9./10. November 1938 verwendet wird. Die Ausstellungsmacher kritisieren diesen Ausdruck und sehen ihn als Verniedlichung der Geschehnisse. Auch treffe die Bezeichnung Novemberpogrom nicht zu, weil dieser Begriff einen spontanen gewaltsamen Angriff gegen eine Bevölkerungsgruppe bezeichnet. Der Angriff sei aber von der NS-Regime geplant und gestreut worden. Deshalb sprechen die Ausstellungsmacher von „antijüdischen Terror“ oder „Novemberterror“.
Die Ausstellung ist ein Gemeinschaftsprojekt der Topographie des Terrors und der Stiftung Denkmal für die ermordeten Juden Europas.

#### Ein weites Feld. Der Flughafen Tempelhof und seine Geschichte(2018 und 2023)
Die Ausstellung über die Geschichte des Flughafens Tempelhof, der 1923 in Betrieb ging, wurde im ehemaligen GAT-Bereich (General Aviation Terminal) gezeigt. Die NS-Geschichte des Ortes steht im Fokus der Ausstellung. Das Flugfeld wurde nicht nur für den Flugverkehr genutzt, sondern auch für Propagandaveranstaltungen. An dessen Rande entstand eines der ersten Konzentrationslager, das KZ Columbia. Während des Zweiten Weltkriegs mussten Männer und Frauen aus Europa bei der Produktion und Reparatur von Flugzeugen Zwangsarbeit leisten. Tempelhof war im Kalten Krieg für die US-Armee Luftwaffenstützpunkt. Für West-Berlin war der zivile Teil bis zu seiner Schließung 1975 die einzige unbehinderte Verkehrsverbindung mit der Außenwelt.
Die Ausstellung wird aktuell wieder gezeigt (Stand April 2023).

#### Der Volksgerichtshof 1934–1945. Terror durch „Recht“(2018)
Die Ausstellung stellt die Entstehung und Organisation des Volksgerichtshofs und seine Urteilspraxis dar. Sie informiert über den Umgang mit dem ehemaligen Gerichtspersonal nach 1945.

#### Berlin 1933. Der Weg in die Diktatur(2018)
Schlüsselstationen der Etablierung der NS-Herrschaft in den ersten sechs Monaten in Berlin werden dargelegt. Dabei wird auch das Schicksal der frühen Opfer des NS-Terrors aufgezeigt.

#### „Aktion Reinhardt“. Sie kamen aus dem Ghetto und gingen ins Unbekannte(2018)
Die Ausstellung der Gedenkstätte Majdanek thematisiert die Aktion Reinhardt. So bezeichnete die SS die planmäßige Ermordung durch Motorabgase von bis zu 1,9 Millionen Menschen in den Vernichtungsstätten Belzec, Sobibor und Treblinka. Die Ermordeten waren vor allem jüdische Kinder, Frauen und Männer sowie etwa 50.000 Roma aus dem von Deutschland besetzten Polen.

#### „Im Dienst der Rassenfrage“. Propagandafotografien im Auftrag des Reichsministers R. Walther Darré(2018)
Die Ausstellung des Photoinstituts Bonartes in Kooperation mit der Topographie des Terrors thematisiert die rassistischen Stereotype in der Propagandafotografie der Nazis anhand der Propagandafotografien von Jugendlichen, die der NS-Minister Richard Walther Darré in Auftrag gegeben hatte. Die Fotos sollten die These der „nordischen Rasse“ untermauern und verbreiten.

#### Der Weg in den Abgrund. Das Jahr 1938(2018)
Gegenstand der Ausstellung sind die einschneidenden Ereignisse des Jahres 1938, wie die Änderung die durch den Ersten Weltkrieg festgesetzten Grenzordnung („Anschluss Österreichs“ und die Zerschlagung der Tschechoslowakei), die Aktion „Arbeitsscheu Reich“, die „Polenaktion“, die Reichspogromnacht vom 9. November.

#### Ausgeblendet. Der Umgang mit NS-Täterorten in West-Berlin(2017)
Die Ausstellung beschreibt die Geschichte der Ausblendung, des Verschweigens und des Erinnerns in West-Berlin über die die NS-Verbrechen, die in Berlin geplant, organisiert und durchgeführt wurden. Entwickelt wurde die Wanderausstellung vom Aktiven Museum Faschismus und Widerstand in Berlin e. V. und von der Gedenk- und Bildungsstätte Haus der Wannsee-Konferenz.

#### „Überall Luthers Worte …“. Martin Luther im Nationalsozialismus(2017)
Die Ausstellung zeigt die Positionierung der Nationalsozialisten zur Person und Werk von Martin Luther. Beleuchtet wird das Verhältnis zwischen NS-Staat und der Kirche sowie den Umgang der Christen mit dem „Erbe“ Luthers. Ein Schwerpunkt bildet die Verwendung von Luthers antijüdischen Spätschriften. Diese wurden in der NS-Zeit neu herausgegeben und im Theater und in Filmen mediatisiert. So wurde seine Schrift Von den Juden und ihren Lügen von NS-Blättern für ihre Propaganda und von Vertretern der Evangelischen Kirche, wie dem thüringischen Landesbischof Martin Sasse, zur Rechtfertigung der Gewalt gegen die Juden benutzt. Die Verwendung Luthers zur Legitimation des Krieges, aber auch des Rechts auf Widerstand gegen das NS-Regime wird in der Ausstellung dargelegt. Die Topographie des Terrors hat diese Präsentation gemeinsam mit der Gedenkstätte Deutscher Widerstand verwirklicht.

#### „Was damals Recht war …“ – Soldaten und Zivilisten vor Gerichten der Wehrmacht(2017)
In diesem Projekt wird die NS-Militärjustiz im Kontext der Geschichte der deutschen Militärjustiz (1871–1939) behandelt. Im Mittelpunkt stehen Fallgeschichten über abgeurteilte Deserteure, „Wehrkraftzersetzer“ und „Volksschädlinge“. Die Nachkriegskarrieren der NS-Militärrichter, sowie die Ausgrenzung und Nichtachtung der Opfer, die die NS-Justiz überlebt haben, in der Bundesrepublik und der DDR werden im Weiteren dargestellt, wie auch der Kampf um Rehabilitation der Opfer. Ergänzend werden Biografien von Widerstandskämpfern aus den von NS-Deutschland besetzten europäischen Ländern vorgestellt. Diese Wanderausstellung der Stiftung Denkmal für die ermordeten Juden Europas entstand in Kooperation mit der Stiftung Sächsische Gedenkstätten, der Gedenkstätte Deutscher Widerstand und der Bundesvereinigung Opfer der NS-Militärjustiz e. V.

#### Massenerschießungen. Der Holocaust zwischen Ostsee und Schwarzem Meer 1941–1944(2016/2017)
Die Topographie des Terrors realisierte gemeinsam mit der Stiftung Denkmal für die ermordeten Juden Europas diese Ausstellung. Sie informiert über die Entwicklung des Massenmords im deutschen Krieg gegen die Sowjetunion und deren Aufarbeitung nach 1945. Zwischen 1941 und 1944 ermordete die deutsche Armee und Polizei mit Hilfe von Kollaborateuren bei Massenerschießungen und in „Gaswagen“ über zwei Millionen Juden, etwa 30.000 Roma und 17.000 Patienten psychiatrischer Anstalten. Anhand der Ermordung von etwa 1.500 jüdischen Kindern, Frauen und Männern am 14. Oktober 1942 im Mizocz wird exemplarisch die Vernichtung der jüdischen Gemeinden und das Zusammenspiel der lokalen Akteure und der Führung in Berlin dargelegt. Erklärungsansätze über die Frage, was deutsche Männer dazu brachte, sich am Massenmord zu beteiligen, werden in Ausstellung angeboten. Gemeinsam mit der Stiftung Denkmal für die ermordeten Juden Europas hat die Topographie des Terrors dieses Ausstellungsprojekt verwirklicht.

#### Stolpersteine. Gedenken und Soziale Skulptur(2016/2017)
Die Wanderausstellung der Koordinierungsstelle Stolpersteine Berlin stellt das Kunst- und Erinnerungsprojekt „Stolpersteine“ von Gunter Demnig vor. Dabei werden die Passanten der Stolpersteine als Teil einer Sozialen Skulptur in der Dokumentation betrachtet.

#### Marschordnungen. Das Reichsparteitagsgelände in Nürnberg(2016)
Die Ausstellung entstand im Rahmen eines Forschungsprojektes zu „Raum und Bewegung“ an der TU Braunschweig und der TH Köln. Sie setzt sich mit der Frage auseinander, wie durch Architektur und Ereignisse beim Reichsparteitagsgelände in Nürnberg die Emotionalisierung der Massen für politische und ideologische Ziele erreicht werden konnte.

#### Das Gesicht des Gettos. Bilder jüdischer Photographen aus dem Getto Litzmannstadt 1940–1944(2010 und 2016)

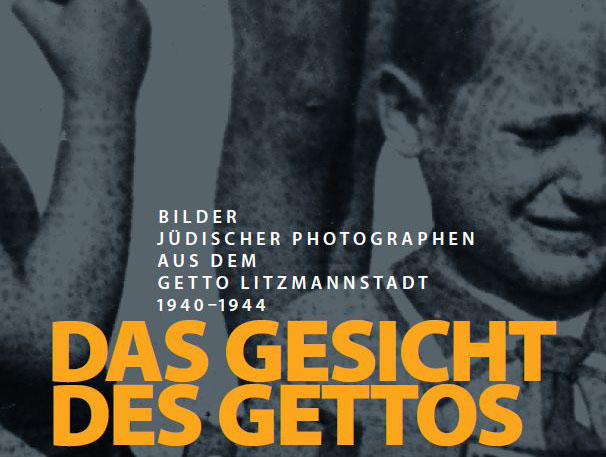
Ausstellungsplakat, 2010

Die Fotoausstellung über das Getto Litzmannstadt, die zusammen mit dem Stadtarchiv Łódź entwickelt wurde, war erstmals 2010 zu sehen. Sie war die erste Sonderausstellung im neuen Gebäude der Topographie des Terrors.
Im Getto Litzmannstadt – wie Lodz von den deutschen Besatzern 1940 umbenannt wurde – drängten die Nationalsozialisten im Frühjahr 1940 über 160.000 Juden zusammen. Im Herbst 1941 wurden weitere 20.000 Juden aus verschiedenen westeuropäischen Städten nach Litzmannstadt deportiert, darunter 4.000 Berliner Juden. Hinzu kamen noch 5.000 Roma aus dem Burgenland. Von Dezember 1941 bis zum August 1942 folgten 18.000 Juden aus den aufgelösten Ghettos im Wartheland. Mehrere Zehntausend Menschen starben bis Sommer 1944 an Hunger und Krankheiten im Getto, eine große Anzahl wurden ab Dezember 1941 im nahegelegenen Vernichtungslager Kulmhof und ab Mitte 1944 in die Konzentrationslager Auschwitz, Sachsenhausen und Ravensbrück. Von den ungefähr 205.000 in das Ghetto deportierten Menschen überlebten insgesamt geschätzt 5000 bis 6000.
Einige jüdische Fotografen machten im Auftrag des Litzmannstädter Judenrates Bilder von nahezu allen Bereichen des Gettolebens. 50 von den fast 12.000 erhaltenen Bildern, die als Kontaktabzüge sich im Staatsarchiv Lodz befinden, werden im Großformat zentral gezeigt. Einführend stellt die Ausstellung die Ghetto-Geschichte kurz dar. Diese wird durch Aussagen ehemaliger Getto-Bewohner und Eintragungen aus der Getto-Chronik ergänzt.

#### Deutschland 1945 – Die letzten Kriegsmonate(2014–2016)
Ausstellung mit 40 Thementafeln über die letzten fünf Monate NS-Deutschlands von Weihnachten 1944 bis Mai 1945.
Durch Gegensatzpaare oder drei Tafeln aus unterschiedlichen Perspektiven soll die übliche Sichtweisen über diese Periode in Frage gestellt werden. Gezeigt wird die Breite der Handlungsweisen, wie beispielsweise Städte, die bis zum Ende verteidigt wurden und andere, die kampflos sich übergaben, oder Menschen, die bis zum Ende des Regimes sich an der Verfolgungs- und Vernichtungspolitik beteiligten, und solche, die den NS-Verfolgten halfen. Eine Medienstation schildert dann die Übergangsphase bis 1948 und die Rezeptionsgeschichte über den Krieg im deutschen Film.

#### Wissenschaft – Planung – Vertreibung. Der Generalplan Ost der Nationalsozialisten(2015)
Die Ausstellung der Deutschen Forschungsgemeinschaft (DFG) zeigt die Beteiligung der deutschen Wissenschaft an der Erstellung des „Generalplan Ost“. Der Plan wurde vom Agrarwissenschaftler Konrad Meyer im Auftrag vom Reichsführer SS und Chef der Deutschen Polizei Heinrich Himmler angefertigt. Innerhalb von 25 Jahren sollten nach diesen interdisziplinär entwickelten Plan fast fünf Millionen Deutsche in Polen und im Westen der Sowjetunion angesiedelt werden. Dafür sollten Millionen von Bewohner – Slawen und Juden – der beiden Länder versklavt, vertrieben und ermordet werden. Diese Planungen wurde damals maßgeblich von der DFG vorangetrieben und finanziert.
Die Ausstellung ist in drei Kapitel unterteilt. Zunächst wird die Vorgeschichte des „Generalplan Ost“ und die Rolle der Wissenschaft, danach die Planungen für eine ethnische Neuordnung Osteuropas während des Zweiten Weltkriegs und abschließend die Umsiedlung, Vertreibung und Völkermord von 1939 bis 1945 dargestellt. Ein Schwerpunkt bildet die fachlichen Wurzeln des Plans: Wissenschaftler, deren Forschung von der DFG wesentlich mitfinanziert wurde, haben in den 1920er Jahren die Grundlagen für die nationalsozialistische Eroberungs- und Rassenpolitik gelegt.

#### Hans Bayer – Kriegsberichter im Zweiten Weltkrieg(2014)
Die Ausstellung über Hans Bayer stellt sein Leben in fünf Phasen dar, beginnend mit seiner Zeit als NS-Propagandist im Zweiten Weltkrieg. Bayer, der nach 1945 unter dem Pseudonym Thaddäus Troll veröffentlichte, war zwischen 1941 und 1945 bei Propagandakompanien der Wehrmacht tätig, u. a. als Chefredakteur für die Armeezeitung Der Sieg. Die Darstellung von NS-Verbrechen, die Bayer kannte, konnte er in seinen Artikeln, die der Zensur unterlagen, nicht veröffentlichen. Er unterließ es außerdem, diese in seinen privaten Unterlagen, in seinen Tagebucheinträgen, für die Nachwelt zu dokumentieren. Der als Literat, Journalist und schwäbischer „Dichterfürst“ später bekannte Bayer verschwieg seine Vergangenheit als NS-Propagandist, wie seine Beteiligung an der Verhöhnung der Juden des Warschauer Ghettos, der Verbreitung der Lüge des deutschen Präventivkriegs gegen die Sowjetunion, der Propagierung des Durchhaltens für den Endsieg.
Die Ausstellung thematisiert Bayers Umgang mit den Handlungsspielräumen im Nationalsozialismus, seine Kriegszeit in der Propagandakompanie und die daraus entstandenen Prägungen für sein weiteres Leben.

#### Der Warschauer Aufstand 1944(2014 und 2019)
Von der Topographie des Terrors und dem Museum des Warschauer Aufstandes wurde das Ausstellungsprojekt über den Warschauer Aufstand 1944 vorbereitet. Die Wanderausstellung, die von Museums des Warschauer Aufstandes zusammengestellt wurde, besteht aus Text- und Fototafeln, Exponaten, interaktiven Multimedia-Elementen und einer Computeranimation über die Zerstörung Warschaus durch die Deutschen. In Berlin wurde sie im überdachten Außenbereich der Topographie des Terrors gezeigt. Integraler Bestandteil des Projektes ist auch eine interaktive Website mit audiovisuellen Inhalten.
Im Kampf um die Verteidigung Warschaus während des deutschen Überfalls auf Polen starben ungefähr 10.000 Zivilisten und 6.000 polnische Soldaten. Zehn Prozent der Stadt wurde zerstört. Durch den deutschen Besatzungsterror kam 97.000 nicht-jüdische Warschauer ums Leben, davon ungefähr 60.000 in Konzentrationslagern.
Durch Hunger und Erschöpfung starben 91.000 Juden im Warschauer Ghetto. Um die 300.000 Bewohner des jüdischen Ghettos wurden in deutsche Vernichtungslagern ermordet. Während der Niederschlagung des Aufstands im Warschauer Ghetto im Frühjahr 1943 starben 61.000 Juden. Nach der Ermordung der Juden aus Warschau wurde das jüdische Viertel systematisch in Trümmer gelegt.
Vor der Erhebung der Armia Krajowa (AK) gegen die deutsche Besatzung im Sommer 1944 lebten etwa 900.000 nicht-jüdische Einwohner in Warschau. Als der Aufstand begann, verfügte der Reichsführer SS und Chef der Deutschen Polizei, Heinrich Himmler, die Erschießung aller Warschauer und die Zerstörung der Stadt. Die anrückende sowjetischen Truppen intervenierten indes nicht zu Gunsten der Armia Krajowa (AK), die der polnischen Exilregierung in London unterstand. Nach 63 Tagen schlugen die Deutschen den Aufstand nieder. 150.000 Zivilisten und 18.000 Aufständische wurden getötet. Mehr als 5000.000 Warschauer wurden in Konzentrationslagern abtransportiert, nach Deutschland zur Zwangsarbeit verschleppt oder umgesiedelt. Um die 1.000 Menschen konnten sich in der von den Deutschen zerstörten Stadt verstecken. Als die Rote Armee im Januar 1945 Warschau einnahm lagen fast 90 % der Gebäude in Trümmern. Bis zum Fall des kommunistischen Regimes 1989 wurde in Polen nicht an den Warschauer Aufstand gedacht.
Die Ausstellung spannt den Bogen der Geschichte Warschaus von 1918 bis heute auf. Schwerpunkte sind die Kapitel „Die aufständische Republik“ (der Staat, die Verwaltung und die Zivilgesellschaft in den befreiten Stadtbezirken, die Niederschlagung des Aufstandes, die Ermordung von 150.000 Männern, Frauen und Kinder durch die Deutschen), „Die Zerstörung der Stadt“ (die Umsiedlung, die Verschleppung zur Zwangsarbeit nach Deutschland, die Deportation ins Konzentrationslager oder die Inhaftierung in Kriegsgefangenenlagern der Einwohner und die systematische Zerstörung Warschaus) und „Stalins Würgegriff“ (die Sowjetische Besetzung und Unterdrückung Ostpolens von 1939 bis 1941, die fehlende Unterstützung des Warschauer Aufstandes durch die Rote Armee, die Übernahme der Regierungsgewalt durch das von der Sowjetunion unterstützte Lubliner Komitee nach den deutschen Rückzug, die Beseitigung der Strukturen des Polnischen Untergrundstaats durch den NKWD).
Die Ausstellung wurde vom 26. Juli bis 15. Oktober 2019 erneut gezeigt, diesmal anlässlich des 75. Jahrestages des Warschauer Aufstands.

#### Berliner Tatorte. Dokumente rechter, rassistischer und antisemitischer Gewalt(2014)
Seit 2002 dokumentiert die Beratungs- und Dokumentationsstelle ReachOut gewalttätige Angriffe mit einem rechten, rassistischen oder antisemitischen Hintergrund in Berlin. Den Opfern „kommt häufig niemand zur Hilfe. Die Gleichgültigkeit, manchmal vielleicht die heimliche oder offene Zustimmung der Unbeteiligten ist mindestens genauso verletzend und schmerzhaft wie die körperlichen Wunden, die die Opfer davontragen“, so ReachOut. Jörg Möller fotografiert in schwarz-weiß die öffentlichen Orte – Straßen, Plätze, Bahnhöfe – an denen solche Angriffe stattgefunden haben. Auf Möllers Bildern erinnert nichts mehr an das Geschehen. Die kurzen Erläuterungen zu der Tat sollen es den Betrachter ermöglichen, Szenarien des Geschehens zu entwickeln. Die Wechselwirkung der Bilder und des Textes sollen eine appellative Wirkung entfalten: „Nicht wegzuschauen, sich einzumischen und Hilfe zu holen, wenn Andere bedroht und angegriffen werden – auch und gerade an den uns so vertrauten Orten.“ Möllers Schwarz-Weiß-Fotografien werden in einer als Wanderausstellung konzipierten Präsentation seit 2005 von ReachOut gezeigt und jährlich aktualisiert.

#### Erfasst, verfolgt, vernichtet. Kranke und behinderte Menschen im Nationalsozialismus(2014)
Die Deutsche Gesellschaft für Psychiatrie und Psychotherapie, Psychosomatik und Nervenheilkunde konzipierte in Verbindung mit der Stiftung Topographie des Terrors und der Stiftung Denkmal für die ermordeten Juden Europas diese Ausstellung über die Ermordung von Menschen mit körperlichen, geistigen und seelischen Behinderungen. Behinderte Menschen galten im Nationalsozialismus als Belastung für die deutsche „Volksgemeinschaft“. Ab 1934 wurden bis zu 400.000 Menschen zwangssterilisiert und mehr als 200.000 Menschen aus Heil- und Pflegeanstalten ermordet.
Die Ausstellung umfasst fünf Kapitel. Am Aufgang steht das Kapitel „Fotoalbum“. Dort werden Fotografien aus Familienalben von Menschen, vor deren Einweisung zur Zwangssterilisation bzw. deren Ermordung gezeigt. Diesen gegenübergestellt werden Fotografien der Mörder und der Mitwirkenden (Ärzte, Krankenschwestern, Fahrer, „Leichenbrenner“ und Verwaltungsangestellten).
Das zweite Kapitel mit dem Titel „Die Frage nach dem Wert des Lebens“ beschäftigt sich mit der Ideengeschichte von Zwangssterilisationen und „Euthanasie“. Durch das Postulat der Klassifizierung des Wertes des menschlichen Lebens als hoch oder niedrig („Erbwert“) bezweckte die Eugenik die Fortpflanzung zu steuern, um „den erbbiologischen Niedergang einer Nation aufzuhalten und die menschliche Höherentwicklung voranzutreiben.“ Die Ausstellung präsentiert Lichtbildreihen aus den 1920er und 1930er Jahren mit denen diese eugenischen Vorstellungen in der Öffentlichkeit propagiert wurden.
In der darauf folgenden Einheit „Rassenhygienische Politik“ wird die gesundheits- und sozialpolitische Umsetzung des Konzepts des „Erbwertes“ des Menschen durch den Nationalsozialismus dargelegt: Die „erbbiologische“ Erfassung der Bevölkerung und die Zwangssterilisationen. Komplementiert wird das Kapitel mit Zeichnungen des vom Wilhelm Werner über seine Zwangssterilisation in NS-Deutschland.
Das vierte und größte Kapitel „Mord“ stellte die Geschichte der Ermordung kranker und behinderter Mensch in NS-Deutschland dar, die im Januar 1940 begann. Gezeigt werden die Mörder und die Mord- und Tatbeteiligten und deren Handlungsspielräume. Erzählt werden ausgewählte Lebenswege der Ermordeten mit Fotos und Dokumente aus deren Privat- und Familienleben. Thematisiert wird die öffentliche Wahrnehmung der Morde sowie die Reaktionen der Kirchen und der Familien der Opfer.
Die Ausstellung schließt mit den Kapitel „Nach 1945: Verdrängen und Erinnern“. Vier Jahrzehnte nach 1945, in den 1980er Jahren, wurde an die Opfer öffentlich gedacht. Die Ausstellung beschäftigt sich auch mit der juristischen Verfolgung der Täter und mit den Kampf um Entschädigung der Opfer. Die Ausstellung endet mit zwei fotorealistischen Porträts von Gerhard Richter: Das eine seiner ermordeten Tante Marianne Schönfelder und ihn als viermonatiges Baby und das andere seines Schwiegervaters Heinrich Eufinger, der als Frauenarzt an hunderten Zwangssterilisationen u. a. an Richters Tante beteiligt gewesen war, mit seiner Tochter, der späteren Ehefrau Richters.

#### Zwischen den Zeilen? Zeitungspresse als NS-Machtinstrument(2013)
Die Ausstellung widmet sich der Zeitungspresse in der NS-Zeit. Auf jeweils einer Stellwandreihe mit Texten aus Zeitungen und Zeitschriften und kurzen Erläuterungen wird eines der beiden Schwerpunktthemen – die Berichterstattung über den Reichsparteitag von 1935 und die „Sportpalastrede“ von 1943 – dargestellt. Ausschnitte aus Wochenschau und dem Radioprogramm zu diesen beiden Ereignissen werden am Ende der Stellwandreihen präsentiert. Anhand von Porträts von Journalisten und dreizehn Tageszeitungen (Nachdrucken) sollen die publizistischen Strategien und die Denk- und Handlungsspielräume der Verleger, der Journalisten und der Leser veranschaulicht werden.

#### Die Wilhelmstraße 1933–1945 – Aufstieg und Untergang des NS-Regierungsviertels(2012)
In der Wilhelmstraße konzentrierten sich seit Ende des 19. Jahrhunderts wesentliche Ministerien und Ämter. Im Deutschen Kaiserreich, in der Weimarer Republik und in der Zeit des Nationalsozialismus wurde die Wilhelmstraße zum Synonym für die Deutsche Regierung. Die Nationalsozialisten veränderten das Viertel: Umfangreiche Um- und Neubauten entstanden, die Behörden wurde umstrukturiert und neue wurde angesiedelt. Dort befand sich das Machtzentrum des NS-Regimes mit der Alten und Neuen Reichskanzlei, dem Prinz-Albrecht-Palais, dem Propagandaministerium, dem Reichsluftfahrtministerium und dem Auswärtigen Amt. Von 1950 bis 1961 sprengte die DDR die verbliebenen Kriegsruinen. Übrig geblieben sind einige Verwaltungsgebäude und ein neoklassizistisches Gebäude, in dem das frühere NS-Luftfahrtministerium war.
Die Fotoausstellung beschäftigt sich mit der Geschichte des Regierungsviertels. Im Mittelpunkt steht die Nutzung für die Planung und Umsetzung der NS-Terror- und Vernichtungspolitik.
2,40 Meter hohe Stellwände, die jeweils eines von 19 Ministerien darstellen, illustrieren eine „nachgebaute Wilhelmsstraße.“ Auf der jeweiligen fotografischen Darstellung dieser Gebäude sind aufklappbare Türen angebracht. Hinter diesen verbergen sich Informationen über deren Geschichte. Aufgestellte Litfaßsäulen mit Bild und Text ergänzen die Darstellung der NS-Geschichte des Viertels. Zudem erhält der Besucher einen Bericht zum Wilhelmstraßen-Prozess, bei dem hohe Beamte des NS-Regimes angeklagt wurden.

#### Der nationalsozialistische Völkermord an den Sinti und Roma und der heutige Rassismus in Europa(2012)
Die vier Kapitel umfassende Ausstellung stammt vom Dokumentations- und Kulturzentrum Deutscher Sinti und Roma. Im Nationalsozialismus wurden Sinti und Roma entrechtet, gettoisiert und in den Vernichtungslagern ermordet. Im Anfangskapitel wird der beginnende Prozess der Entrechtung der Sinti und Roma in NS-Deutschland bis zum Beginn des Zweiten Weltkriegs dargestellt. Die Ausstellung befasst sich anschließend mit dem Völkermord an etwa 500.000 Roma und Sinti im nationalsozialistischen Europa. Dargestellt werden die NS-Verfolgungspolitik und die jeweiligen Besonderheiten der Verfolgung in den von NS-Deutschland besetzten und verbündeten Staaten. Der dritte Bereich der Dokumentation beschäftigt sich mit der Ermordung der Sinti und Roma aus nahezu allen europäischen Ländern im Vernichtungslager Auschwitz-Birkenau. Der letzte Abschnitt hat die Entwicklung nach 1945 zum Thema. Geschildert wird der Kampf um die Anerkennung des Völkermordes an den Sinti und Roma und die Entstehung der Bürgerrechtsbewegung in der Bundesrepublik Deutschland. Einen Schwerpunkt bilden die Formen der Diskriminierung der nationalen Roma und Sinti in Mittel- und Osteuropa aufgrund von sozialen Vorurteilen. Anhand von Beispielen wird der offene und gewalttätige Rassismus, dem die Roma und Sinti ausgesetzt sind, dargelegt.

#### Widerstand!? Evangelische Christinnen und Christen im Nationalsozialismus(2012)
Die Online-Ausstellung der Evangelischen Arbeitsgemeinschaft für Kirchliche Zeitgeschichte auf bereitgestellten Computern behandelt den Widerstand einzelner evangelischen Christen im Nationalsozialismus. Als christlicher Widerstand wird der Widerstand, der sich auf die Bibel und die christlichen Grundwerte fußt, bezeichnet. Dabei fasst das von der EKD initiierte Projekt die Ausformungen des Widerstandes weit. Zum Widerstand gehört demnach unter anderen der Umsturzversuch, der Protest, die Verweigerung wie auch der teilweise Unzufriedenheit mit dem Regime.
Das erste Kapitel der Ausstellung hat den Titel „Zeit“. Es beginnt mit der Darstellung der Kirchen- und Mentalitätsgeschichte in der Weimarer Republik sollen die Wurzeln von Anpassung und Widerstand im Nationalsozialismus aufgezeigt werden. Die NS-Zeit wird in vier Perioden unterteilt: 1933–1934, 1935–1939, 1939–1942 und 1943–1945. Die Entwicklung des NS-Herrschaftssystems, die Haltung des Mehrheitsprotestantismus, die Formen des Widerstandes durch evangelischen Christinnen und Christen und der Widerstand von evangelischen Menschen in bestimmten Regionen NS-Deutschlands wird für den gesamten Zeitraum von 1933 bis 1945 dargestellt. Anhand der Entwicklung der Kirche und der Politik sollen die vorhandenen Optionen für widerständiges Verhalten aufgezeigt werden. Diese Möglichkeiten zum Widerstand setzt die Dokumentation „dem gegenläufigen Verhalten von der Zufriedenheit bis hin zur Mittäterschaft“ entgegen. Im letzten Abschnitt wird die Beschäftigung mit den christlichen Widerstand in der Erinnerungskultur der Bundesrepublik thematisiert.
Danach folgt das Kapitel „Mensch“ über den Weg mit dessen Konflikten und Widersprüchlichkeiten von evangelischen Christen zum widerständigen Verhalten und dessen Folgen. Um auf die ökumenische Dimension des christlichen Widerstands zu skizzieren, werden einzelne Biographien von katholischen Christen vorgestellt.
Das dritte und letzte Kapitel widmet sich den „Grundfragen“. Hier soll der Besucher angeregt werden über die Frage „Was bedeutet eigentlich christlich motivierter Widerstand und wie hätte ich gehandelt?“ nachzudenken. Aufgeteilt ist dieses Kapitel in folgenden Abschnitten: Einführung, Gründe und Motive, Konfessionelle Prägungen, Widersprüche, Orientierungspunkte, Rollenspezifisches Verhalten. Zudem stellen die Ausstellungsmacher die Frage, ob „aus dem widerständigen bzw. angepassten Verhalten von einst etwas für die Gegenwart lernen kann?“ Nach Ansicht dieser sind die damaligen Konflikte zwischen Kirche und NS-Staat, zwischen Kirchengemeinden und Gesellschaft und zwischen dem Einzelnen im Widerstand und der Mehrheit, die „begeisterten oder angepassten“ war, „für die heutige Auseinandersetzung über das Verhältnis von Staat, Gesellschaft und Religion von grundsätzlicher Bedeutung“.

#### „Es brennt!“ Antijüdischer Terror im November 1938(2008)
Das gemeinsame Ausstellungsvorhaben zum 70. Jahrestag der Novemberpogrome von 1938 dient der historischen Dokumentation des für alle Welt sichtbaren Angriffs auf das deutsche Judentum nach fünfeinhalb Jahren NS-Herrschaft.

#### RealisierungswettbewerbTopographie des Terrors. Berlin (2006)
Präsentation sämtlicher Beiträge und Ergebnisse des offenen, internationalen Realisierungswettbewerbs „Topographie des Terrors“, der von der Bundesregierung ausgelobt und im Januar 2006 entschieden wurde. Vom 10. März bis 17. April 2006 wurden alle 309 eingegangenen Entwürfe der Arbeitsgemeinschaften von Architekten und Landschaftsarchitekten gezeigt.

#### Das „Hausgefängnis“ der Gestapo-Zentrale in Berlin. Terror und Widerstand 1933–1945(2005–2008)
Die zweisprachige (deutsch-englische) Ausstellung über das „Hausgefängnis“ der Gestapo-Zentrale fand von August 2005 bis April 2008 auf dem Gelände der „Topographie des Terrors“ statt. Die Ausstellungsfläche im Freien bezog auch das Bodendenkmal mit Fundamentresten der ehemaligen Zellen ein. Mit insgesamt über 400 Fotos und Dokumenten informierte die Ausstellung erstmals umfassend über die Geschichte des Gefängnisses in der Prinz-Albrecht-Straße 8 und erinnerte an das Schicksal zahlreicher Häftlinge.

#### Der Nürnberger Hauptkriegsverbrecherprozess(2005–2007)
Die anlässlich des 60. Jahrestages präsentierte Ausstellung über den „Nürnberger Prozess“ umfasst rund 110 Foto- und 50 Textdokumente sowie 15 Tonstationen. Sie skizziert die Entstehungsgeschichte, den Verlauf, die Zielsetzung und Bedeutung des von den Alliierten in Nürnberg geführten Prozesses und stellt die Angeklagten in den Mittelpunkt, deren Verantwortung für Kriegs- und Massenverbrechen aufgezeigt wird. Präsentiert wurde diese Ausstellung von Oktober 2005 bis April 2007 am Bauzaun auf dem Gelände der „Topographie des Terrors“.

#### Der Volksgerichtshof – Hitlers politisches Tribunal(2004/2005)
Deutsch-englische Dokumentation aus Anlass des 70. Jahrestags der Gründung des Volksgerichtshofs. Entstanden in Zusammenarbeit mit der Gedenkstätte Deutscher Widerstand. Präsentation von Juli 2004 bis Juli 2005 am Bauzaun auf dem Gelände der „Topographie des Terrors“.

#### Vor aller Augen. Fotodokumente des nationalsozialistischen Terrors in der Provinz(2002/2003)
Deutsch-englische Fotodokumentation öffentlicher Szenen des alltäglichen Terrors in der NS-Zeit. Präsentation von September 2002 bis Februar 2003 am Bauzaun auf dem Gelände. Vorausgegangen war eine bundesweite Recherche in Regional- und Lokalarchiven zur Erschließung neuer Bildquellen.

#### „Anschläge“ – Eine studentische Kunstaktion am Bauzaun der „Topographie des Terrors“(2002)
Ausstellung zum Thema Rechtsradikalismus seit 1990 in der Bundesrepublik. Entstanden im Fachbereich Kommunikationsdesign der Kunsthochschule Berlin-Weißensee im Rahmen eines Semesterprojekts „Anschläge gegen Rechts?“, mit Unterstützung der Senatsverwaltung für Stadtentwicklung und der Stiftung Topographie des Terrors. Präsentation im Mai/Juni 2002 am Bauzaun auf dem Gelände der „Topographie des Terrors“.

### Wanderausstellungen
Quelle: Webseite zu den Wanderausstellungen
- Das Reichsarbeitsministerium 1933–1945: Beamte im Dienst des Nationalsozialismus
- Der Volksgerichtshof 1934–1945. Terror durch „Recht“
- „Kristallnacht“ – Antijüdischer Terror 1938. Ereignisse und Erinnerung
- „Überall Luthers Worte …“ – Martin Luther im Nationalsozialismus
in Zusammenarbeit mit der der Gedenkstätte Deutscher Widerstand
- Das Gesicht des Gettos. Bilder jüdischer Photographen aus dem Getto Litzmannstadt 1940–1944
- Die nationalsozialistischen „Euthanasie“-Morde. Die Ausstellung des Gedenk- und Informationsortes Tiergartenstraße 4 in Berlin
Eine Ausstellung der Deutschen Forschungsgemeinschaft, betreut durch die Stiftung Topographie des Terrors
- Zwischen den Zeilen? Zeitungspresse als NS-Machtinstrument
- „Vor aller Augen“. Die Deportation der Juden und die Versteigerung ihres Eigentums. Fotografien aus Lörrach Oktober/November 1940
- „Vor aller Augen“. Fotodokumente des nationalsozialistischen Terrors in der Provinz
- „Es brennt!“ Antijüdischer Terror im November 1938
in Kooperation mit der Stiftung Denkmal für die ermordeten Juden Europas und der Neue Synagoge Berlin – Centrum Judaicum

## Veranstaltungsprogramm
Regelmäßig finden im Auditorium des Dokumentationszentrums Topographie des Terrors mit bis zu 200 Zuschauerplätzen Veranstaltungen statt. Im Wesentlichen handelt es sich um Vortrags- und Diskussionsveranstaltungen sowie Buchpräsentationen zu zeitgeschichtlichen Themen. Neben Einzelvorträgen finden auch Veranstaltungsreihen statt, in denen umfangreichere Themenkomplexe behandelt werden und die teilweise an aktuelle Sonderausstellungen der Stiftung Topographie des Terrors anknüpfen. Neben den Vortragsveranstaltungen, die den Schwerpunkt des Programms bilden, werden auch Filmabende, Lesungen u. a. angeboten. Die Veranstaltungen finden ein- bis zweimal wöchentlich (Dienstags- und Donnerstagsabend) statt.
Darüber hinaus gibt es auch Angebote in „leichter Sprache“ sowie Zusatzangebote in arabischer Sprache.

## Bibliothek

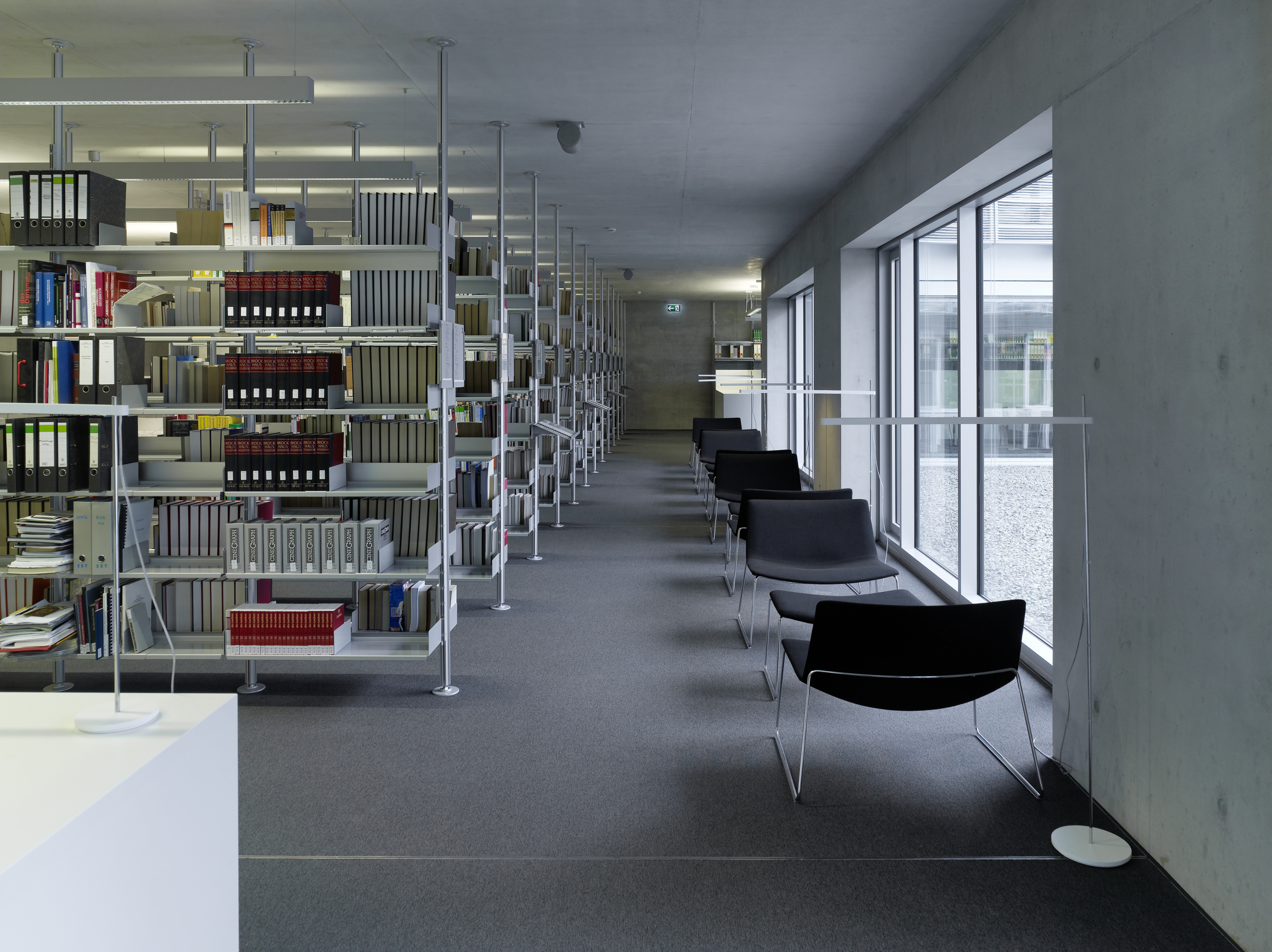
Bibliothek der Stiftung Topographie des Terrors, 2010

Die Bibliothek der Stiftung Topographie des Terrors, Berlin, ist eine Spezialbibliothek zu den Themenbereichen Polizei, SS, Gestapo im Dritten Reich und zum Nationalsozialismus allgemein. Zum gegenwärtigen Zeitpunkt sind im Bibliotheksbestand rund 36.000 Titel erfasst (Stand: Juli 2021). Neben dem Großteil aktueller Literatur zu den oben genannten Themen verfügt die Bibliothek über einen beträchtlichen Teil zeitgenössischer nationalsozialistischer Literatur aus den 1930er und 1940er Jahren (rund 3.000 Bände). Für die Spezialbibliothek relevante CD-ROMs werden ebenfalls erworben. Zwischenzeitlich wurde Allegro-C als Bibliothekssoftware eingesetzt, mittlerweile ist die Bibliothek dem GBV beigetreten und nutzt daher das Pica-Bibliothekssystem, ein Zettelkatalog wurde nie geführt.

## Stiftung Topographie des Terrors
Die Stiftung Topographie des Terrors wurde am 28. Januar 1992 vom Berliner Senat als unselbständige Stiftung öffentlichen Rechts gegründet. Mit Stiftungsgesetz vom 8. April 1995 wurde sie eine selbständige Stiftung. Gemeinsame Träger sind seit Januar 1994 das Land Berlin und die Bundesrepublik Deutschland.

### Aufgaben
Der Zweck der Stiftung Topographie des Terrors ist gemäß Stiftungsgesetz, historische Kenntnisse über den Nationalsozialismus und seine Verbrechen zu vermitteln und zur aktiven Auseinandersetzung mit dieser Geschichte einschließlich ihrer Folgen nach 1945 anzuregen. Die Stiftung übernimmt beratende Funktionen für das Land Berlin. Über die Arbeit im Dokumentationszentrum hinaus hat sie Plakatdokumentationen an mehreren Gedenk- und Mahnorten in Berlin eingerichtet. Seit 2005 betreut sie auch das Dokumentationszentrum NS-Zwangsarbeit in Berlin-Schöneweide.

### Gremien und Mitarbeiter
Gremien der Stiftung sind der Stiftungsrat sowie seit 2020 ein Arbeitsausschuss, in den Berliner Experten berufen werden, und seit 2021 ein Internationaler Beirat.
Mehr als 30 Mitarbeiter sind ständig für die Stiftung tätig, die meisten in den Bereichen Wissenschaft, Bildungsprogramm, Gedenkstättenreferat und Verwaltung sowie im Dokumentationszentrum NS-Zwangsarbeit. Bei einzelnen Projekten werden zusätzlich externe wissenschaftliche Mitarbeiter und studentische Hilfskräfte eingebunden.
Von 1994 bis 2019 wurde die Stiftung von Andreas Nachama geleitet. Seit 1. Januar 2020 ist die Historikerin Andrea Riedle, zuvor wissenschaftliche Abteilungsleiterin und stellvertretende Gedenkstättenleiterin in der KZ-Gedenkstätte Dachau, Direktorin der Stiftung.

### Gedenkstättenreferat
Das Gedenkstättenreferat der Stiftung Topographie des Terrors koordiniert die deutschlandweite und zunehmend auch die internationale Zusammenarbeit mit Gedenkstätten und Gedenkstätten-Initiativen. Insbesondere die in Kooperation mit anderen Trägern zweimal jährlich stattfindenden bundesweiten Gedenkstättenseminare dienen dem Informations- und Erfahrungsaustausch, der Weiterbildung und der Zusammenarbeit. Daneben werden zu speziellen Themen der NS-Zeit sowie zu aktuellen Fragen der Gedenkstättenarbeit und Erinnerungskultur Fachseminare und Fachtagungen angeboten. Hinzu kommt die regelmäßige Organisation internationaler Seminare und Symposien, in Kooperation mit Gedenkstätten und einschlägigen Einrichtungen anderer Länder.
Dem Gedenkstättenreferat obliegt die Geschäftsführung der Arbeitsgemeinschaft KZ-Gedenkstätten in Deutschland. Außerdem organisiert es die regelmäßig tagenden Arbeitsgruppen der Gedenkstättenpädagogik und der Gedenkstättenbibliotheken. Es veröffentlicht vierteljährlich einen GedenkstättenRundbrief.
Gedenkstättenforum
Das Gedenkstättenforum ist ein Online-Portal, in dem etwa 100 deutsche Einrichtungen mit einführenden Texten und Web-Adressen vorgestellt werden. Auf der interaktiven Weltkarte können die Mahnmale gruppiert und ausgewählt werden. Seit den 1990er Jahren sind in Deutschland zahlreiche neue Gedenkstätten entstanden, deren Arbeit sich in erster Linie auf den jeweiligen Tatort bezieht. Von Anfang an haben sich die Gedenkstätten jedoch auch als Netzwerk verstanden. Erst mit der Betrachtung der zahlreichen Orte im Zusammenhang wird die Entwicklung und Bandbreite der nationalsozialistischen Verfolgung deutlich. Diesem Zweck dient das Online-Gedenkstättenforum. Redaktionell betreut wird es von Thomas Lutz in Zusammenarbeit mit Mitarbeitern des Freiwilligen Sozialen Jahres Kultur.
Internationale Gedenkstättenübersicht
Von der Stiftung Topographie des Terrors ist eine weltweite Übersicht von Institutionen, die sich mit der Geschichte der nationalsozialistischen Verfolgung beschäftigen, erarbeitet worden. Ein Teil der Datensätze wurde unter Mitwirkung der Stiftung Denkmal für die ermordeten Juden Europas erstellt. Dieses Projekt wird auch von der Task Force für Internationale Kooperation bei Holocaust-Bildung, Gedenken und Forschung genutzt, von der ein erheblicher finanzieller Beitrag zur Finanzierung geleistet wurde.
Die Website bietet eine kurze historische Information und eine Beschreibung der Tätigkeiten der jeweiligen Einrichtungen, Anreisehinweise und Kontaktadressen zu den wichtigsten bestehenden Gedenkstätten und Denkmälern für die Opfer des NS-Regimes, ebenso zu den Museen und Forschungs- sowie Bildungseinrichtungen, die in diesem zeitgeschichtlichen Bereich tätig sind. Der hier zusammengetragene Überblick soll einen Einstieg bieten und zur Vernetzung und Initiierung der weiteren Zusammenarbeit beitragen. Hintergrundinformationen zu den Erinnerungskulturen in den verschiedenen Ländern finden sich auf Gedenkkulturen – ein Netzwerk.

### Dokumentationszentrum NS-Zwangsarbeit
Das Dokumentationszentrum NS-Zwangsarbeit in Berlin-Schöneweide, das 2006 eröffnet wurde, ist eine Abteilung der Stiftung Topographie des Terrors. Es ist das letzte noch weitgehend erhaltene ehemalige NS-Zwangsarbeiterlager in Berlin. Während des Zweiten Weltkriegs gehörte es zu den mehr als 3000 über das Stadtgebiet verteilten Sammelunterkünften für Zwangsarbeiterinnen und Zwangsarbeiter. Als Archiv-, Ausstellungs- und Lernort informiert das Dokumentationszentrum insbesondere über die Geschichte und Dimension der größten Gruppe der NS-Zwangsarbeit. In seinen Dauerausstellungen Alltag Zwangsarbeit 1938–1945 und Zwischen allen Stühlen. Die Geschichte der italienischen Militärinternierten 1943–1945 sowie regelmäßigen Wechselausstellungen und Veranstaltungen hält das Dokumentationszentrum die Stimmen und das historische Erbe der Überlebenden für die nachfolgenden Generationen und zur weiteren Erforschung des Themas fest. Die internationale Jugendbegegnungsstätte ermöglicht eine intensive und länderübergreifende Auseinandersetzung mit dem Thema.

## Filme
- Schaltzentrale der Hölle. Was passiert mit der „Topographie des Terrors“ in Berlin? Beitrag für die ZDF-Sendung aspekte am 20. Juli 2004, 7:08 Min.
- Das Gelände. Dokumentarfilm, Deutschland 2013, 93 Min. Regie: Martin Gressmann. Auszeichnung bei der 66. Berlinale als bester deutscher Dokumentarfilm 2015. Der Film dokumentiert die Entwicklung des Areals von 1986 bis 2013.[119][120]